# Akutna eritroleukemija
Akutna eritroleukemija (skraćeno AEL; AML-M6 po FAB klasifikaciji) je podtip akutne mijeloične leukemije (AML), zloćudne novotvorine krvotvornih organa koja nastaje zbog abnormalnog klonalnog rasta i nepotpunog sazrijevanja stanica mijeloidne loze. Ovaj podtip čini oko 5% slučajeva AML u odraslih. Bolest je prvi opisao talijanski hematolog Giovanni Di Guglielmo u prvoj polovici 20. stoljeća, te se naziva i akutni Di Guglielmoov sindrom.
Bolest karakterizira prisutnost velikog broja nezrelih stanica prekursora eritrocita (više od 30% od svih stanica s jezgrom) u koštanoj srži, dok su više od 20% ostalih neritroidnih stanica u koštanoj drži mijeloblasti.
Razlikujemo tipove:
- Eritroleukemija - M6a - dominantna diseritropeza, te više od 50% stanica s jezgrom čine eritroblasti, a više od 20% ostalih neeritroidnih stanica u koštanoj čine mijeloblasti
- Čista eritroidna leukemija - M6b - nezrele stanice su velikom većinom eritroblasti (više od 80%), dok je komponenta mijeloblasta gotovo nemjerljiva

U liječenju se koristi kemoterapija.